# ديكغانغ موسينيكي
ديكغانغ موسينيكي (بالأفريقانيّة: Dikgang Moseneke؛ مواليد 20 كانون الأول/ ديسمبر 1947 في بريتوريا) هو قاضي جنوب إفريقي حاصل على نيشان لوثولي، وهو نائب رئيس المحكمة العليا في جنوب إفريقيا. لمع اسمه في دعوى جنوب إفريقيا ضد إسرائيل، حيث كان القاضي الخاص الممثل لبلاده في هيئة المحكمة.

## وصلات خارجية
- المحكمة الدستورية بجنوب إفريقيا